# Сырощапово
Сырощапово — упразднённая деревня в Нюксенском районе Вологодской области России. В настоящее время является частью села Городищна.

## География
Находилась в северо-восточной части области, в подзоне средней тайги, на правом берегу реки Городишны, на расстоянии примерно 21 километра (по прямой) к юго-юго-востоку от Нюксеницы, административного центра района.

### Климат
Климат характеризуется как умеренно континентальный, с продолжительной холодной многоснежной зимой и относительно коротким умеренно тёплым влажным летом. Среднегодовая температура воздуха — +1,8 °C. Средняя температура воздуха самого холодного месяца (января) — −13,1 °C, средняя температура самого тёплого (июля) — +17 °С. Безморозный период длится 100—110 дней. Среднегодовое количество атмосферных осадков составляет 450—500 мм, из которых около 330—350 мм выпадает в вегетационный период. Снежный покров держится в течение 160—165 дней. В течение года господствуют ветры юго-западного направления.

## История
В «Списке населенных мест Вологодской губернии по сведениям 1859 года» населённый пункт упомянут как казённая деревня Сырощапово (Серкино) Устюжского уезда, расположенная при речке Городишне, в 146 верстах от уездного города. В деревне имелось 12 дворов и проживало 80 человек (41 мужчина и 39 женщин).
По данным 1914 года, в деревне проживало 157 человек (73 мужчины и 84 женщины). В административном отношении входила в состав Богоявленского сельского общества Богоявленской волости Велико-Устюгского уезда
В 1938 году входила в состав Городищенского сельсовета. В деревне имелось 37 хозяйств и проживало 208 человек. Действовало правление колхоза «Соревнование». В 1947 году в Сырощапове числилось 59 человек. Вошла в состав села Городищна не позднее 1973 года.